# Jaroslav Svejkovský
Jaroslav Svejkovský (* 1. října 1976 v Táboře) je bývalý český hokejový útočník.

## Hráčská kariéra
S hokejem začínal v rodném městě Tábor ale debut v české nejvyšší lize odehrál za tým HC Škoda Plzeň v sezoně 1993/94 kde odehrál osm zápasů. Další sezónu odehrál v juniorské lize v Plzni a 11 zápasů v týmu Hockey Club Tábor 1. lize.
Po skončení sezóny odešel do zámoří kde odehrál sezónu 1995/96 v lize WHL v týmu Tri-City Americans.
Byl draftován v roce 1996 ve 1. kole, celkově 17. týmem Washington Capitals.
Jeho debuty v ligách NHL v týmu Washington Capitals a AHL v týmu Portland Pirates byla sezona 1996/97.
Sezonu 1997/98 měl střídavě starty mezi týmem Washington Capitals a farmářským týmem Portland Pirates.
Sezonu 1998/99 odehrál celou sezonu v NHL s 25 zápasy.
10. září 1999 prodloužil smlouvu s týmem Washington Capitals o tři roky.
Začátek sezony 1999/00, kdy se mu povedlo v 23 zápasech vstřelit jeden gól a dvě asistence, se mu moc nevydařil. Po utkáni Washingtonu Capitals proti Tampa Bay Lightning se tým vracel zpátky domů, ale Svejkovský zůstal v Tampě a byl vyměněn za 7. kolo draftu 2000 a 3 kolo draftu 2001.. V prvním zápasu v novém mužstvu odehrál proti týmu Boston Bruins ve kterém vstřelil dva góly
21. října 2001 vynechal skoro celou sezonu kvůli zotavování po operaci kolena.
V roce 2002 ukončil hokejovou kariéru ze zdravotních důvodů (těžký otřes mozku).

## Trenérská kariéra
V říjnu 2006 začal trénovat v lize WHL v týmu Vancouver Giants. V červnu 2024 se stal asistentem trenéra v týmu Vancouver Canucks.

## Zajímavosti
V posledním zápase sezóny 1996/97 v týmu Washington Capitals vstřelil čtyři góly a ustanovil rekord klubu, když vstřelil čtyři góly za jeden zápas ve svém prvním roce působení v NHL.

## Ocenění a úspěchy
- 1996 WHL – Druhý All-Star Tým (Západ)
- 1997 AHL – All-Rookie Team
- 1997 AHL – Dudley "Red" Garrett Memorial Award

## Prvenství

### NHL
- Debut – 7. prosince 1996 (New York Islanders proti Washington Capitals)
- První gól 13. prosince 1996 (Mighty Ducks of Anaheim proti Washington Capitals ruskému brankáři Michail Štalenkov)
- První asistence 13. prosince 1996 (Mighty Ducks of Anaheim proti Washington Capitals)

### ČHL
- Debut - 17. září 1993 (HC Olomouc proti HC Škoda Plzeň)

## Klubová statistika
| Sezóna       | Klub                 | Soutěž       |     | Základní část | Základní část | Základní část | Základní část | Základní část |    | Play off | Play off | Play off | Play off | Play off |
| Sezóna       | Klub                 | Soutěž       | Z   | G             | A             | B             | TM            | Z             | G  | A        | B        | TM       |          |          |
| 1993/1994    | HC Škoda Plzeň       | ČHL          | 8   | 0             | 0             | 0             | 8             | —             | —  | —        | —        | —        |          |          |
| 1994/1995    | HC Interconnex Plzeň | ČHL-20       | 25  | 18            | 19            | 37            | 30            | —             | —  | —        | —        | —        |          |          |
| 1994/1995    | Hockey Club Tábor    | 1.ČHL        | 11  | 6             | 7             | 13            |               | —             | —  | —        | —        | —        |          |          |
| 1995/1996    | Tri-City Americans   | WHL          | 70  | 58            | 43            | 101           | 118           | 11            | 10 | 9        | 19       | 8        |          |          |
| 1996/1997    | Washington Capitals  | NHL          | 19  | 7             | 3             | 10            | 4             | —             | —  | —        | —        | —        |          |          |
| 1996/1997    | Portland Pirates     | AHL          | 54  | 38            | 28            | 66            | 56            | 5             | 2  | 0        | 2        | 6        |          |          |
| 1997/1998    | Washington Capitals  | NHL          | 17  | 4             | 1             | 5             | 10            | 1             | 0  | 0        | 0        | 2        |          |          |
| 1997/1998    | Portland Pirates     | AHL          | 16  | 12            | 7             | 19            | 16            | 7             | 1  | 2        | 3        | 2        |          |          |
| 1998/1999    | Washington Capitals  | NHL          | 25  | 6             | 8             | 14            | 12            | —             | —  | —        | —        | —        |          |          |
| 1999/2000    | Washington Capitals  | NHL          | 23  | 1             | 2             | 3             | 2             | —             | —  | —        | —        | —        |          |          |
| 1999/2000    | Tampa Bay Lightning  | NHL          | 29  | 5             | 5             | 10            | 28            | —             | —  | —        | —        | —        |          |          |
| 2000/2001    | Detroit Vipers       | IHL          | 2   | 2             | 2             | 4             | 2             | —             | —  | —        | —        | —        |          |          |
| Celkem v NHL | Celkem v NHL         | Celkem v NHL | 113 | 23            | 19            | 42            | 56            | 1             | 0  | 0        | 0        | 2        |          |          |